# Vyšná Myšľa
Vyšná Myšľa este o comună slovacă, aflată în districtul Košice-okolie din regiunea Košice. Localitatea se află la altitudinea de 233 m deasupra n.m., se întinde pe o suprafață de 8,87 km2 și în 2017 număra 978 de locuitori.

## Istoric
Localitatea Vyšná Myšľa este atestată documentar din 1270.

## Demografie
| An:                | 1994 | 2004   | 2014   | 2024   |
| ------------------ | ---- | ------ | ------ | ------ |
| Număr de persoane: | 840  | 888    | 971    | 999    |
| Diferență:         |      | +5,71% | +9,34% | +2,88% |

| An:                | 2023 | 2024 |
| ------------------ | ---- | ---- |
| Număr de persoane: | 999  | 999  |
| Diferență:         |      | +0%  |